# Le Travet
Le Travet är en kommun i departementet Tarn i regionen Occitanien i södra Frankrike. Kommunen ligger i kantonen Réalmont som tillhör arrondissementet Albi. År 2018 hade Le Travet 121 invånare.

## Befolkningsutveckling
Antalet invånare i kommunen Le Travet
| Referens: INSEE |